# 文星街道
文星街道，中华人民共和国湖南省岳阳市湘阴县下属的一个街道，位于湘阴县东部，湘江东支东岸口。湘阴县人民政府驻地。以文星塔而得名。

## 建制沿革
- 1949年，设城关区；
- 1951年，置城关镇；
- 1958年，设八一公社；
- 1961年，复置城关镇；
- 1995年，改名文星镇。
- 2015年，合并石塘乡、白泥湖乡、袁家铺镇、长康镇[1]
- 2019年，改设街道[2]

## 行政区划
文星镇下辖10个居委会与1个行政村：
- 江东社区、三井头社区、先锋社区、乌龙社区、高岭社区、东湖社区、金湖社区、望滨社区、长岭社区、瓦窑湾社区
- 南泉村

## 照片
- 文星塔
- 左宗棠文化园的左宗棠雕像
- 湘阴文庙的大成门
- 南泉寺的大雄宝殿